# Pogonota gilvipes
Pogonota gilvipes är en tvåvingeart som först beskrevs av Friedrich Hermann Loew 1863.  Pogonota gilvipes ingår i släktet Pogonota och familjen kolvflugor. Inga underarter finns listade i Catalogue of Life.